# Chojniki
Chojniki (bělorusky Хойнікі, rusky Хойники) je běloruské město a administrativní centrum Chojnického rajónu, který leží v Homelské oblasti. Město se nachází 105 km od Homela a 60 km od Mazyru. Území a obyvatelstvo města vzrostlo v důsledku sloučení s obcí Mališaŭ v roce 2009. V roce 2013 zde žilo na 13 320 obyvatel a v r. 2017 12 500 obyv.
Město bylo významně ovlivněno havárií Černobylu v roce 1986. Nachází se poblíž Poleské státní radiačně-ekologické rezervace, vytvořené po havárií. Nachází se zde i její správa, která zaměstnává více než 700 lidí a roční náklady na správu se pohybují kolem 80 milionů Kč.

## Historie
První písemná zmínka o městě Chojniki (v té době Хвоиники) pochází z roku 1504, kdy byla vesnice součástí Litevského velkoknížectví. V různých obdobích vesnice patřila do vlastnictví rodiny Polozů, Lubiecků, Charlinsků, Abrahamovičů, Brozovsků, Šujsků nebo Prozorů.
V polovině 16. století stalo se součástí Kievského povětu a vojvodtví. V této době, na břehu řeky Kvěsja, Brozovskové vybudovali dřevěný zámek na ochranu vesnice před útoky z východu, které trvaly až do konce 17. století. V polovině 17. století se město stalo centrem farnosti a vedla těmito místy obchodní cesta Mazyr — Juravičy — Brahin — Ljuběč.
Od roku 1793 bylo pod správou Ruské říše stalo se součástí Řečyckého povětu Minské gubernie.
V roce 1897 počet obyvatel činil 2 700. Nacházely se zde vodní mlýny, továrna a škola. V listopadu 1917 nastala sovětská nadvláda. Od února do prosince 1918 bylo město okupováno německými vojsky.
V roce 1919 se stalo součástí Ruské sovětské federativní socialistické republiky. Od prosince 1926 je centrem rajónu a v roce 1927 byl předán Běloruské sovětské socialistické republice. Od 25. srpna 1941 do 23. listopadu 1943 byl obsazen německými vojsky. Dne 10. října 1967 mu byl udělen statut města. V roce 1970 zde žilo 9 500 obyvatel.
Město má jednu nemocnici, čtyři školy včetně gymnázia, čtyři mateřské školky, hotel „Журавiнка“, restauraci „Полесье“. Vycházejí noviny Chojnickija naviny (bělorusky Хойнiцкiя навiны), které se v minulosti jmenovaly Leninski scjah (bělorusky Ленiнскi сцяг)

## Významní rodáci
- Viktar Michajlavič Hančarenka (bělorusky Віктар Міхайлавіч Ганчарэнка, * 10. září 1977) — běloruský fotbalový trenér
- Sergej Kucharenko (též Sjarhej Kucharenka, bělorusky Сергей Кухаренко) — bronzový medailista z Mistrovství světa (2003), stříbrný medailista z Mistrovství Evropy (2002), účastník Olympijských her v Sydney (2000) a Olympijských her v Aténách (2004)
- Oleg Loban — vítěz světových a evropských šampionátů, člen národního týmu Běloruské republiky ve vzpírání
- Volha Chudzenka (bělorusky Вольга Худзенка, 12. květen 1992) — bronzová medailistka z Olympijských her 2012 v rychlostní kanoistice